# Holger Mertin
Holger Maik Mertin (* 14. Mai 1977 in Olpe) ist ein deutscher Klangaktionist, Multiperkussionist, Sound-Artist und Musikethnologe. Er war Dozent für Perkussion und Klangsemiotik am Zentrum für Zeitgenössischen Tanz (ZZT) der Hochschule für Musik und Tanz, Köln.

## Leben
Sein Studium der Musikethnologie, Philosophie und Soziologie an der Universität Frankfurt a. M., Universität zu Köln und University of Oriental and African Studies, London schloss er 2006 mit dem Magister Artium ab. Während seines Studiums arbeitete Holger Mertin für die Jazz-Redaktionen der WDR-Radio- und Fernsehprogramme (2000–2007); zunächst als Produktionsassistent, später dann als Moderator und Interviewer.
Von 2010 bis 2019 war Mertin Dozent für „Praktische Musikstudien“ an der Hochschule für Musik und Tanz Köln Zentrum für Zeitgenössischen Tanz (ZZT).
Für die Fachzeitschrift Sticks schreibt er regelmäßig eine eigene Kolumne.
2009 hat er die genreübergreifende Kulturreihe Drums And More im Kölner „Salon Freiraum“ begründet, in der er auf unterschiedliche Künstler trifft, um mit ihnen ein improvisiertes Zwiegespräch einzugehen. Neben Musikern stand er mit Zeichnern, Tänzern, Sprechern und Pantomimekünstlern auf der Bühne. Gäste waren unter anderem Jaki Liebezeit (Can), die Band AnnenMayKantereit, Milan Sladek (mime), Eberhard Kranemann (ex-Kraftwerk und Neu), Martin Sasse (Sting, Martin Sasse Trio), Hayden Chisholm, Paul Shigihara (WDR Big Band), Roland Peil (Die Fantastischen Vier), Ali Haurand (European Jazz Ensemble).
2014 spielte er als Improvisations-Solist mit dem Nürnberger Philharmonischen Staatsorchester unter der Leitung von Gabor Kali. Für die WDR 5 Dokumentarproduktion 14 Tagebücher des Ersten Weltkriegs komponierte er mit der Sängerin und Spezialistin für mittelalterliche musikalische Aufführungspraxis, Maria Jonas, den Musik-Score und spielte alle Partien und Instrumente selbst ein.
2015 hat er in Kooperation mit dem Schlagzeuger der 60er/70er-Jahre Kultband Can, Jaki Liebezeit sein erstes eigenes Studioalbum beim staubgold-Label veröffentlicht.
Gemeinsam mit Justyna Niznik tritt er im Duo Mertin-Niznik auf und entwickelt multidimensionale Musik- und Tanzperformances, die klassische Geige mit Perkussion verschmelzen lassen. Er bietet Workshops zu den Themen „Lautsphäre“ und zur „Inter- und Transdisziplinarität als Kommunikationsprinzip in den Künsten“ an.

## Diskografie
- Holger Mertin, Michael Koko Eberli und Marco Riederer: „The Immersive Project“, 2017, Spezialmaterial (Zürich)
- Jaki Liebezeit & Holger Mertin: „Aksak“, 2015, Staubgold
- Klangwart: „Transit“, 2015, Staubgold
- Oliver Steller Quintett: „Poesie & Musik“, 2015, Naxos
- DJ Marcelle: „Another Nice Mess Meets Most Soulmates. At Faust Studio Deejay Laboratory“, [Vinyl-LP,] 2014, Klangbad Records
- DJ Marcelle: „Another Nice Mess III / Meets Further Soulmates“ [Vinyl-LP], 2012, Klangbad Records
- Arnd Sprung Trio: „Lucid Impressions“, 2011, Westpark Records
- Voice in the Attic: „Shark Rider“, 2011, cdbaby.com
- Määr: „Lila“, 2008, EGP Records
- Cosimo Erario: „Mille Oceani“, 2006, EGP Records